# L'Éminence grise
 (novembre 2020).
Si vous disposez d'ouvrages ou d'articles de référence ou si vous connaissez des sites web de qualité traitant du thème abordé ici, merci de compléter l'article en donnant les références utiles à sa vérifiabilité et en les liant à la section « Notes et références ».

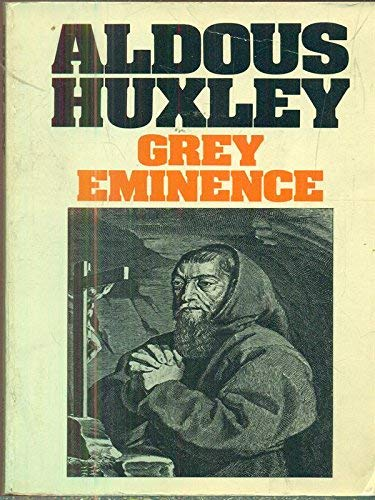

L'Éminence grise (sous-titré Essai biographique sur les rapports de la politique et de la religion ; en anglais Grey Eminence: A Study in Religion and Politics) est un livre d'Aldous Huxley publié en 1941[réf. nécessaire]. Il s'agit d'une biographie de François Leclerc du Tremblay, le moine capucin qui fut le conseiller du cardinal de Richelieu.

## Analyse
Le commentateur politique et économique David P. Goldman en dit qu'il est « le meilleur livre sur les opérations de renseignement de l’État français durant la Guerre de Trente Ans[réf. souhaitée] ».

## Traductions françaises
- L'Éminence grise, trad.fr. Jules Castier, Éditions de la Table ronde, 285 p., 1977 ; rééd. Folio (Gallimard), 1980 ; rééd. La Table Ronde, coll. "La Petite Vermillon", 2001  (ISBN 978-2710324317) ; rééd. Les Belles Lettres, coll. "Le goût de l'Histoire", 360 p., 2022  (ISBN 978-2251453828)